# Natalja Scharowa
Natalja Scharowa (russisch Наталья Шарова, engl. Transkription Natalya Sharova; * 4. Oktober 1972) ist eine ehemalige russische Sprinterin, die sich auf den 400-Meter-Lauf spezialisiert hatte.
1991 gehörte sie bei den Junioreneuropameisterschaften in Thessaloniki zum sowjetischen Team, das Silber in der 4-mal-400-Meter-Staffel gewann.
Bei den Hallenweltmeisterschaften 1997 in Paris und bei den Weltmeisterschaften 1999 in Sevilla wurde sie im Vorlauf der 4-mal-400-Meter-Staffel eingesetzt und trug so jeweils zum Gewinn der Goldmedaille für die russische Stafette bei.

## Persönliche Bestzeiten
- 400 m: 51,40 s, 30. Juli 1999, Tula
  - Halle: 52,10 s, 22. Januar 1999, Moskau